# Frits Bouwmeester sr.

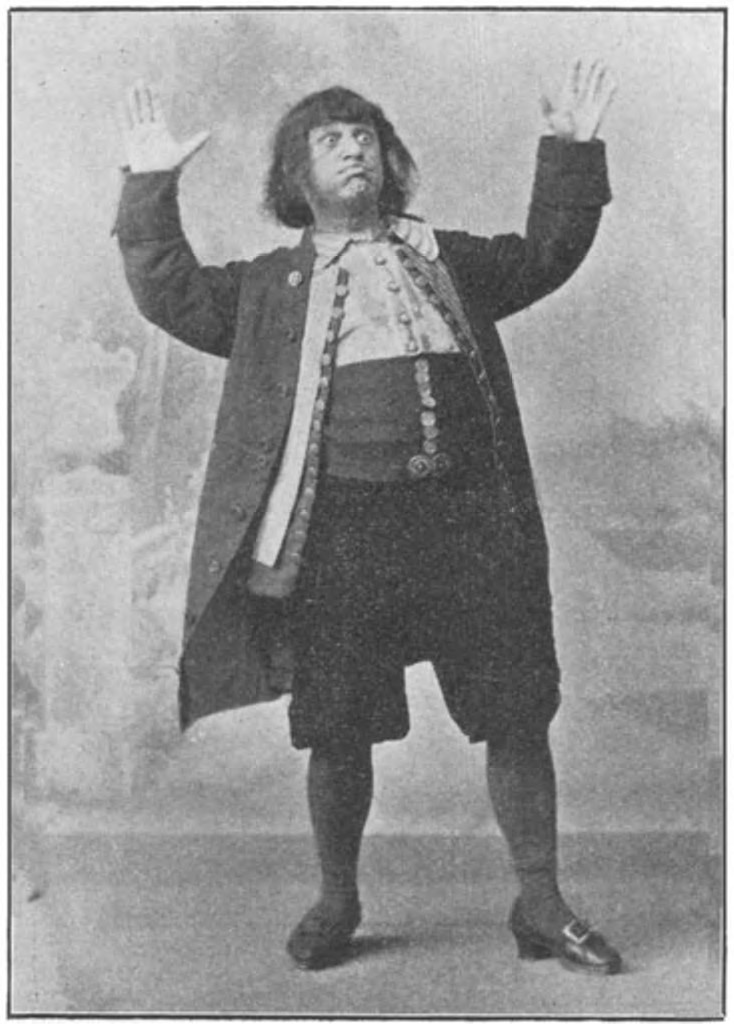
Bouwmeester in de rol van Krelis Louwen, ca. 1899

Frederik Adrianus Louis (Frits) Bouwmeester sr. (Middelburg, 2 augustus 1848 - Soerabaja, 17 februari 1906) was een Nederlands acteur.

## Levensloop
Bouwmeester werd in 1848 in Middelburg geboren als zoon van de actrice Louisa Francina Maria Bouwmeester (1818-1865) en de toneelspeler Louis Frederik Johannes Rosenveldt (1798-1867). Hij koos evenals zijn vader en moeder voor het toneel en vierde op 22 mei 1901 zijn 40-jarig jubileum te Rotterdam met de titelrol in "Cyrano de Bergerac". Vanaf heel jong speelde hij al kinderrollen in de toneelgezelschappen waar zijn beide ouders ook bij speelden. Hij was tevens violist en maakte als violist een tournee door Europa, waarbij hij zijn toneelloopbaan enkele jaren onderbrak.
Bouwmeester was in 1868 gehuwd met actrice Elisabeth Heilbron (1851-1938), van wie hij op 15 mei 1889 scheidde. In juli 1889 hertrouwde hij met Maria Frederica Christina (Marie) de Clermont (1860-1922). Hun zonen Frits jr. (1885-1959) en Adolf (1889-1959) werden acteurs en hun zoon Louis (1882 -1931) werd violist. Tijdens de Tweede Wereldoorlog vertelde de moeder van de actrice Fie Carelsen, dat deze een natuurlijke dochter van Bouwmeester was, maar of dit op waarheid berustte, of verzonnen was om Carelsen voor deportatie te sparen, is onbekend.
Bouwmeester overleed in 1906 op 57-jarige leeftijd in Soerabaja ten gevolge van de complicaties die optraden na een blindedarmoperatie tijdens een tournee door Nederlands Indië.
- Nederlandse Thesaurus van Auteursnamen: 070330247
- Virtual International Authority File: 291298907
- WorldCat: E39PBJbRjdqVtQq9qrBGkYvfv3